# Camilo Sesto
Camilo Blanes Cortés, mais conhecido por seu nome artístico de Camilo Sesto (Alcoi, 16 de setembro de 1946 – Madrid, 8 de setembro de 2019), foi um cantor e compositor espanhol. 
Artista multifacetado, foi um dos cantores mais marcantes de Espanha e um dos artistas mais produtivos da Sociedad General de Autores y Editores dado que não apenas compôs as letras e músicas de quase todas as suas canções como o fez igualmente para muitos outros intérpretes como Miguel Bosé, Ángela Carrasco, Lani Fal, Audrey Landers, Lucía Méndez, Manolo Otero, Sergio Fachelli e José José.

## Biografia
Ele nasceu em uma família humilde, filho de Eliseo Blanes Mora (eletricista) e Joaquina Cortés Garrigós (dona de casa). As línguas maternas de Camilo Sesto eram o espanhol e o valenciano. Além disso, ele falava inglês, idioma que aperfeiçoou quando foi morar em Los Angeles.
Começou como cantor no coral de sua escola em Alcoy, mas ele começou a se interessar pela música depois dos 16 anos.
Seu pseudônimo "Camilo Sesto", segundo ele mesmo, foi escolhido por vários motivos. Ele é o sexto de seis irmãos em sua família e o sexto menino chamado Camilo de todos os membros de sua família, incluindo seus tios, etc. Seu álbum de estreia apareceu originalmente como “Camilo Sexto” – sexto significa sexto em espanhol. Eventualmente o nome é alterado para Camilo Sesto.

## Prêmios
Foi galardoado com a medalha Máximo Orgulho Hispano, entregue em Las Vegas, Estados Unidos. Editou mais de 30 produções discográficas, entre álbuns, CD e compilações, um deles em inglês e vários singles com as suas canções clássicas em italiano, português e alemão. Devido à sua grande atividade nos anos 70 e 80 e com mais de 100 milhões de discos vendidos, conseguiu ser um dos cantores espanhóis com maior número de "números 1" (52 no total) e 18 na lista dos 40 principales.
Em 28 de maio de 2011, em Las Vegas (Nevada, Estados Unidos), recebeu o prêmio "Maximum Hispanic Pride" em reconhecimento aos seus quase 50 anos de carreira musical.
Em 1º de julho de 2011, durante as comemorações do Orgulho Madrid, Camilo Sesto recebeu o prêmio especial Mr. Gay Pride Spain na Praça de Callao em reconhecimento à sua grande carreira musical. Lá cantou “Vivir así es morir de amor” e dedicou algumas palavras ao público.
Em 29 de outubro de 2012, após dois meses de votação em um concurso da Radio Felicidad no Peru , Camilo Sesto foi escolhido como "El más grande de la música en español".
Em 18 de novembro de 2016, ele é nomeado Filho Favorito e recebe a Medalha de Ouro de Alcoy.
Em 2017, as autoridades estaduais de Nevada proclamaram 28 de maio "Dia de Camilo Sesto".
Em seu testamento deixou todos os seus pertences pessoais para a realização de um Museu em Alcoy, sua cidade natal.

## Vida pessonal
Camilo Sesto teve um filho chamado Camilo Blanes Jr. em 1983, fruto de seu relacionamento com a mexicana Lourdes Ornelas. Nenhum outro relacionamento formal é conhecido por ele, já que o artista manteve sua vida pessoal zelosamente guardada. Romances com as atrizes Marcia Bell , Blanca Estrada , Andrea Bronston e Maribel Martín foram atribuídos a ele.
Um problema de alcoolismo terminou em um transplante de fígado em 2001, que não teve sucesso devido à rejeição e teve que ser repetido. Em 2011 ele sofreu um acidente doméstico quando uma estante caiu sobre ele, quebrando seu tornozelo. O incidente exigiu várias operações que enfraqueceram ainda mais sua saúde. Em 2015, passou por diversas intervenções estéticas no rosto, que foram muito comentadas.

## Morte
Camilo Sesto faleceu no dia 8 de setembro de 2019 , aos 72 anos, num Centro Hospitalar de Madrid. A equipe do artista anunciou sua morte através da conta oficial do artista na rede social Twitter: "Queridos amigos, sentimos muito em informar que nosso grande e amado artista Camilo Sesto acaba de nos deixar. Descanse em paz". Posteriormente, a mãe de seu filho, Lourdes Ornelas e também seu representante, Eduardo Guervos, confirmaram sua morte à mídia.
A causa da morte de Camilo Sesto foi uma paradas cardiorrespiratórias associada à insuficiência renal , pela qual já se encontrava em estado de saúde delicado há vários anos. 
Várias figuras do mundo do entretenimento lamentaram a morte do cantor, incluindo Raphael, Julio Iglesias, Alejandro Sanz, Antonio Banderas, José Luis Perales, Yuri, Ángela Carrasco e Carlos Baute entre outros.

## Legado
Entre os anos 1970 e 2000, Sesto criou muitos hits, com quase todos vindo de sua própria inspiração, sendo o autor, intérprete, compositor e produtor de todas as suas obras. Camilo Sesto tem o recorde de duas apresentações diárias durante 20 dias consecutivos no Madison Square Garden na década de 1980. E milhares de prêmios e reconhecimentos entre os mais destacados: Fitur.- A Comunidade do Alto Guadalquivir Espanha nomeia Camilo Sesto embaixador cultural 2007 València (EP). O Conselho de Ministros, por proposta do Ministro da Cultura e Desporto, José Guirao, aprovou este 13 de setembro por Decreto Real a atribuição póstuma da "Medalha de Mérito em Belas Artes", na sua categoria de Ouro, ao cantor, compositor e intérprete Camilo Blanes Cortés, 'Camilo Sesto'. Prêmio Pomba da Paz, Camilo Sesto 2016. Por sua vez, o Padre Ángel, que acolheu este ato na sua Igreja, qualificou-o como um "privilégio" poder contar com Camilo Sesto, que outras vezes iriam ver em Jesus Cristo Superstar. Ele também destacou a importância da oração do Pai Nosso e pediu "pão, justiça e perdão para todos". Além disso, durante a apresentação, o padre entregou ao cantor da Pomba da Paz. Alameda Camilo Sesto inaugura avenida com seu nome em Alcoy 2018. Esta inauguração acontecerá dois anos depois de Camilo Blanes Cortés (o verdadeiro nome do artista) receber a Medalha de Ouro Alcoyana e também ser proclamado Filho Predileto desta cidade. Alameda Camilo Sesto inaugura avenida com seu nome em Alcoy 2018
A maioria das obras de Sesto são em espanhol, mas ele também gravou canções em inglês, valenciano , italiano, alemão, japonês e português . Camilo lançou pelo menos um álbum em inglês. Com um nível de atividade frenético nas décadas de 1970 e 1980, ele continua sendo um dos artistas com mais hits número 1 (totalizando 52). [43] Seus álbuns venderam mais de 180 milhões de cópias em 2019. Em 2017, Sesto foi introduzido no Hall da Fama dos Compositores Latinos.

## Discografia
Grupos
- 1964: Los Dayson
- 1966: Los Botines

Solo
- 1971: Llegará el verano/Sin dirección
- 1971: Algo de mí
- 1972: Sólo un hombre
- 1973: Algo más
- 1974: Camilo
- 1975: Amor libre
- 1975: Jesucristo Superstar
- 1976: Memorias
- 1977: Rasgos
- 1977: Entre amigos
- 1978: Sentimientos
- 1979: Horas de amor
- 1980: Amaneciendo
- 1981: Más y más
- 1982: Camilo (en inglés)
- 1983: Con ganas
- 1984: Amanecer/84
- 1985: Tuyo
- 1986: Agenda de baile
- 1991: A voluntad del cielo
- 1992: Huracán de amor
- 1994: Amor sin vértigo
- 2002: Alma (con Isabel Patton)
- 2003: Alma (Segunda edición) (con Andrea Bronston)
- 2006: Camilo Sesto canta a Bujalance
- 2010: Todo de mí - 2 CD y DVD grabado en directo el 1 y 2 de octubre en Madrid

## Filmografia
- La playa del amor (1980)[22]
- La discoteca del amor (1980)[23]
- Las vacaciones del amor (1981)[24]
- Todo de mí  DVD (2010)